# Route nationale 18 (Inde)
Pour les articles homonymes, voir Route nationale 18.
La Route nationale 18 (en anglais : National Highway 18, sigle NH 18), une route nationale  en Inde qui commence à Gobindpur au Jharkhand et se termine à Balasore dans l’Odisha.

## Tracé
La NH 18 traverse Dhanbad , Mahuda, Chas, Purulia, Balarampur, Jamshedpur, Ghatshila, Baharagora, Baripada et Balasore.

## Histoire
La route était auparavant nommée NH32 entre Dhanbad et Baharagora et NH5 entre Baharagora et Balasore, jusqu’a la renumérotation de 2012,.